# Hans Lohmann (Zoologe)
Hans Lohmann (* 26. September 1863 in Hannover; † 3. Dezember 1934 in Blankenese, Altona/Elbe) war ein deutscher Zoologe.

## Leben

### Studium und Plankton-Forschungen
Der Sohn eines Arztes studierte nach dem Abitur zwischen 1885 und 1889 Medizin sowie Naturwissenschaften an der Georg-August-Universität Göttingen, der Christian-Albrechts-Universität zu Kiel sowie der Preußischen Universität zu Greifswald und wurde legte 1889 seine Promotion zum Doktor der Philosophie an der Universität zu Kiel mit einer Dissertation zum Thema Die Unterfamilie der Halacaridae Murr. und die Meeresmilben der Ostsee ab.
Nach seiner Habilitation mit einer zoologischen Arbeit im Jahr 1893 wurde Lohmann 1898 zum Wissenschaftlichen Assistenten am Zoologischen Institut Kiel ernannt. In den folgenden Jahren war er auch als Sachverständiger der Provinz Schleswig-Holstein für Fragen zur San-José-Schildlaus und Reblaus tätig. Während dieser Zeit führte er auch seine ersten Studien über Plankton durch und zwar zunächst in der Kieler Bucht in der Nähe von Laboe, danach im Mittelmeer 1896 bei Messina sowie 1900 in der Nähe von Syrakus. An Bord des Kabeldampfers von Podbielski untersuchte er schließlich noch 1902 die Planktonvorkommen im Nordatlantik.
Danach erfolgte 1902 seine Einstellung als Sekretär der Preußischen Meereskommission, die zur wissenschaftlichen Untersuchung der deutschen Meere gegründet worden war. 1904 wurde er zum Professor berufen.
1911 nahm Lohmann auf der Deutschland an der Zweiten Deutschen Antarktisexpedition teil (verließ diese aber in Buenos Aires vor dem Erreichen der Antarktis) und erforschte dabei das bis dahin unbekannte Zwerg- oder Nannoplankton (Zentrifugenplankton). Dabei untersuchte er nicht nur die Dichteverteilung des Planktons in den obersten Schichten des Atlantischen Ozeans, sondern es gelang ihm mit Hilfe von „Isoplankten“, also Linien gleicher Planktonmengen, auch die graphische Darstellung dieser Untersuchungen. 1916 entwarf er erstmals eine Dichteverbreitungskarte von zwei Zwergplanktonarten aufgrund von Isoplanktenkurven.

### Hochschullehrer in Hamburg
Nach seiner Rückkehr begann Lohmann 1913 eine Tätigkeit als Kurator des Naturhistorischen Museums in Hamburg, war als solcher auch Leiter der Elbeuntersuchungsstation und wurde ein Jahr darauf 1914 Direktor des Naturhistorischen Museums.
1919 wurde er Inhaber des Lehrstuhls für Zoologie an der neu gegründeten Universität Hamburg und lehrte dort bis zu seiner Emeritierung 1933. Während dieser Zeit war er zwischen 1921 und 1922 auch Dekan (Hochschule) der Mathematisch-Naturwissenschaftlichen Fakultät der Universität.
Daneben war Lohmann einige Jahre Mitglied des Vorstandes der Deutschen Zoologischen Gesellschaft (DZG) als Dritter Vizepräsident von 1922 bis 1923 sowie anschließend als Präsident von 1924 bis 1925.
Im Anschluss nahm er mit seinem Assistenten Ernst Hentschel von 1925 bis 1927 an der Reise des Forschungs- und Vermessungsschiffs Meteor teil, auf der im Südatlantik ein Netz von über 300 biologischen Stationen verlegt und dadurch erstmals die Durchforschung eines Ozeans in seiner gesamten Ausdehnung begonnen wurde.
Auch nach seiner Emeritierung blieb Lohmann noch bis zu seinem Tode Direktor des Naturhistorischen Museums. Im Jahr 1933 wurde er zum Mitglied der Leopoldina gewählt.

## Veröffentlichungen
Neben seiner Lehr- und Forschungstätigkeit veröffentlichte Lohmann auch mehrere Fachbücher, in denen er sich unter anderem mit der Plankton-Expedition befasste, einer 1889 unter der Leitung des Meeresbiologen Victor Hensen durchgeführten meereskundlichen Forschungsreise. Weiterhin veröffentlichte er Beiträge zu der 1898 bis 1899 durchgeführten Valdivia-Expedition unter der Leitung von Carl Chun sowie zum Weddell-Meer in der Antarktis. Zu seinen wichtigsten Veröffentlichungen gehören Die Appendicularien der Plankton-Expedition (1896), Eier und sogenannte Cysten der Plankton-Expedition (1904), Beiträge zur Planktonbevölkerung der Weddellsee nach den Ergebnissen der Deutschen Antarktischen Expedition 1911-12, Die Besiedelung der Hochsee mit Pflanzen (1919), Allgemeines über die Fahrt, die Planktonfänge und die hydrographischen Verhältnisse in der Weddellsee (1928), Die Tierwelt der Erde (1929), Wissenschaftliche Ergebnisse der deutschen Tiefsee-Expedition auf dem Dampfer "Valdivia" 1898-1899 (1931).
Posthum erschien 1939 das Buch Wissenschaftliche Ergebnisse der deutschen atlantischen Expedition auf dem Forschungs- und Vermessungsschiff „Meteor“ 1925–1927.